# ريتشارد وايتهيد
ريتشارد وايتهيد (بالإنجليزية: Richard Whitehead)‏ هو عداء مراثوني بريطاني، ولد في 19 يوليو 1976 في نوتنغهام في المملكة المتحدة.

## وصلات خارجية
- الموقع الرسمي